# Cumbre de la Liga Árabe
La Cumbre de la Liga Árabe es la reunión que reúne a los presidentes, reyes y príncipes de los países árabes, que inició desde la fundación de la Liga Árabe, y se celebra anualmente desde el año 2000 en una de las capitales árabes por orden alfabético. La primera cumbre fue en 1946, por invitación del rey Faruq (el rey de Egipto en ese momento), donde los líderes de la Liga Árabe celebraron la primera cumbre en el Palacio de Anshas en Egipto, en la que participaron siete países fundadores de la Liga Árabe, los cuales fueron Jordania, Egipto, Arabia Saudita, Yemen, Irak, Líbano y Siria. Durante los trabajos de esta primera cumbre que se centró en el conflicto palestino, los países participantes declararon su intención de «consultar, cooperar y trabajar como un solo corazón y una sola mano» (en árabe: التشاور والتعاون والعمل قلبًا واحدًا ويدًا واحدة‎), además de la necesidad de trabajar con todos los medios posibles para ayudar a los países árabes y los pueblos que todavía están bajo dominio extranjero para obtener su libertad y lograr sus aspiraciones nacionales para convertirse en miembros activos de la Liga Árabe y las Naciones Unidas.
En cuanto a la reunión extraordinaria de los países árabes, se trata de una reunión de emergencia celebrada por los líderes de los países árabes para descifrar y resolver las disputas existentes entre los árabes. La cuestión palestina se debate a menudo durante estas reuniones, y los resultados de dichas cumbres a menudo exigen el fin inmediato de todas las operaciones militares en caso de conflicto, la rápida retirada de ambas fuerzas en conflicto, así como la liberación de los detenidos y prisioneros de ambos lados, y así sucesivamente.

## Lista de cumbres

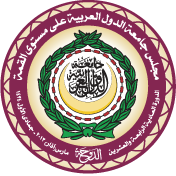
Logo de la 24.ª Cumbre de la Liga Árabe

| N.° | Fecha                       | País anfitrión        | Ciudad anfitriona |
| --- | --------------------------- | --------------------- | ----------------- |
| 1   | 13-17 de enero de 1964      | República Árabe Unida | El Cairo          |
| 2   | 5-11 de septiembre de 1964  | República Árabe Unida | Alejandría        |
| 3   | 13-17 de septiembre de 1965 | Marruecos             | Casablanca        |
| 4   | 29 de agosto de 1967        | Sudán                 | Jartum            |
| 5   | 21-23 de diciembre de 1969  | Marruecos             | Rabat             |
| 6   | 26-28 de noviembre de 1973  | Argelia               | Argel             |
| 7   | 29 de octubre de 1974       | Marruecos             | Rabat             |
| 8   | 25-26 de octubre de 1976    | Egipto                | El Cairo          |
| 9   | 2-5 de noviembre de 1978    | Irak                  | Bagdad            |
| 10  | 20-22 de noviembre de 1979  | Túnez                 | Túnez             |
| 11  | 21-22 de noviembre de 1980  | Jordania              | Amán              |
| 12  | 6-9 de septiembre de 1982   | Marruecos             | Fez               |
| 13  | 27-28 de marzo de 2001      | Jordania              | Amán              |
| 14  | 27-28 de marzo de 2002      | Líbano                | Beirut            |
| 15  | 1 de marzo de 2003          | Egipto                | Sharm el-Sheij    |
| 16  | 22-23 de mayo de 2004       | Túnez                 | Túnez             |
| 17  | 22-23 de marzo de 2005      | Argelia               | Argel             |
| 18  | 28-30 de marzo de 2006      | Sudán                 | Jartum            |
| 19  | 27-28 de marzo de 2007      | Arabia Saudita        | Riad              |
| 20  | 29-30 de marzo de 2008      | Siria                 | Damasco           |
| 21  | 28-30 de marzo de 2009      | Catar                 | Doha              |
| 22  | 27-28 de marzo de 2010      | Libia                 | Sirte             |
| 23  | 27-29 de marzo de 2012      | Irak                  | Bagdad            |
| 24  | 21-27 de marzo de 2013      | Catar                 | Doha              |
| 25  | 25–26 de marzo de 2014      | Kuwait                | Kuwait            |
| 26  | 28-29 de marzo de 2015      | Egipto                | Sharm el-Sheij    |
| 27  | 20 de julio de 2016         | Mauritania            | Nuakchot          |
| 28  | 23-29 de marzo de 2017      | Jordania              | Amán              |
| 29  | 15 de abril de 2018         | Arabia Saudita        | Dhahran           |
| 30  | 31 de marzo de 2019         | Túnez                 | Túnez             |
| 31  | 1 de noviembre de 2022      | Argelia               | Argel             |
| 32  | 19 de mayo de 2023          | Arabia Saudita        | Jeddah            |
| 33  | 16 de mayo de 2024          | Baréin                | Manama            |